# Yahoo! Travel
Yahoo! Travel è un sito di Yahoo! che permette di cercare viaggi. Yahoo! Travel offre guide turistiche, articoli quotidiani, prenotazione e servizi di prenotazione.